# Eurypon longispiculum
Eurypon longispiculum är en svampdjursart som först beskrevs av Carter 1876.  Eurypon longispiculum ingår i släktet Eurypon och familjen Raspailiidae. Inga underarter finns listade i Catalogue of Life.